# Амритсарская бойня
Амритсарская бойня (Jallianwala Bagh massacre, Amritsar massacre, пенджаби: ਜਲ੍ਹਿਆਂਵਾਲਾ ਬਾਗ਼ ਹਤਿਆਕਾਂਡ, хинди: जलियांवाला बाग़ हत्याकांड, урду: جليانوالہ باغ ہتياکانڈ Jallianwala Bāġa Hatyākāṇḍ) — расстрел демонстрации мирных жителей в Амритсаре (штат Пенджаб, Северная Индия) колониальными войсками Британской империи 13 апреля 1919 года.
13 марта 1919 года по призыву Ганди в Индии началась общая мирная забастовка — хартал. Но вместо мирного протеста пошли погромы. Напряжение стремительно росло. Власти на местах паниковали всерьёз. 
10 апреля в Амритсаре в ответ на выстрелы солдат по толпе и убийство 15 индийцев толпа забила до смерти пятерых европейцев. 11 апреля в город прибыл бригадный генерал Реджинальд Дайер и возглавил военное командование. 
13 апреля, в день сикхского праздника Вайсакхи, Дайер объявил о запрете собираться более четырёх человек. Несмотря на это, в парке Джаллианвала в центре города собралась огромная толпа мирных жителей. Среди собравшихся значительную часть составляли женщины и дети. Дайер посчитал это собрание предвестником новых беспорядков, прибыл к парку во главе отряда из 50 солдат и отдал приказ без предупреждения открыть огонь по толпе. 
Число жертв, согласно британским подсчётам, составило 379 убитых (из них 40 детей, младшему из которых было только шесть недель) и 1208 раненых. Англичане на официальном уровне отказались публично извиниться и покаяться за свое колониальное преступление. Индийский национальный конгресс заявил о 1000 убитых и 1500 раненых.
Расстрел вызвал негативную реакцию в Британии и её колониях. Дайер был отстранён от командования, была назначена следственная комиссия в Лахоре. Комиссией было заявлено: «Мы считаем, что генерал Дайер, приняв бесчеловечный и не британский метод обращения с подданными Его Величества короля-императора, оказал плохую услугу интересам британского правления в Индии».
Некоторые сторонники колониальной политики Британии считали Дайера героем, остановившим в Индии развитие событий по типу 1857 года, когда произошло знаменитое восстание сипаев. Газета «The Morning Post» собрала для него значительную денежную сумму, а также золотой меч и титул «Защитник Империи» и «Человек, спасший Индию».
В массовой культуре
Фильм «Командир Сингх» (Sardar Udham) 2021 год. Режиссер Шуджит Сиркар.